# Mahmud Abbas
Mahmud Abbas (àrab: محمود عباس)  (Safed, 15 de novembre de 1935) també conegut pel sobrenom Abu Mazen o Abu-Màzin (àrab: أبو مازن, Abū Māzin), és el president de l'Organització per a l'Alliberament de Palestina (OAP) des de l'11 de novembre del 2004, en morir Iàssir Arafat. El 15 de gener de 2005 va accedir a la presidència de l'Autoritat Nacional Palestina pel partit Fatah. El mandat de Mahmud Abbas havia d'acabar oficialment el 9 de gener del 2009, però va decidir allargar-lo de forma unilateral. Hamàs considera no legítim que romangui al poder, mentre que el partit d'Abbas, Fatah, li va donar suport argumentant que en no fer-se eleccions a la presidència de l'ANP el que correspon és realitzar aquestes eleccions simultàniament amb les eleccions legislatives. El 23 de novembre del 2008 el Consell Central de l'OAP va escollir Abbas President de l'Estat Palestí (reconegut per un centenar de països).

## Biografia
Fou un dels fundadors de Fatah. El seu nom en la clandestinitat era Abu Mazen. A mitjans de la dècada de 1950, Abbas es va involucrar en la política clandestina de Palestina, unint-se a un grup d'exiliats palestins a Qatar, on fou director de Personal Civil a l'administració dels emirats. El 1961, mentre era a Qatar, va ser reclutar per Fatah, un partit fundat per Iàssir Arafat i un altre grup d'exiliats palestins de Kuwait a finals de 1950. En aquell moment, Arafat va establir les bases de Fatah captant a rics palestins de Qatar, Kuwait i altres estats del Golf Pèrsic.
Abu Daoud, qui planejà la massacre de Múnic de 1972, on es van prendre com a ostatges membres de l'equip israelià dels Jocs Olímpics de Múnic, i que va acabar amb l'assassinat d'onze atletes i entrenadors israelians i un policia de l'Alemanya Occidental, va escriure que els fons per l'operació provenien d'Abbas, encara que sense tenir coneixement de per què s'utilitzarien.
Durant la dècada dels 70 fou un membre actiu del Front per a l'Alliberament de Palestina. Va entrar al Consell Nacional Palestí el 1968. El 1981 fou escollit membre de l'Organització per a l'Alliberament de Palestina. Al mateix temps, ha exercit funcions diplomàtiques, esdevenint el rostre de la moderació en les polítiques de l'OAP, i participant en les converses de pau de Madrid (1991) i Oslo (1993). Abbas fou el primer funcionari de l'OAP en visitar Aràbia Saudita després de la Guerra del Golf en gener de 1993 per millorar les relacions amb els països del Golf, ja que l'OAP va donar suport a l'Iraq durant la Guerra del Golf Pèrsic. En l'acord de pau de 1993 amb Israel, Abbas va ser el signant de l'OAP el 13 de setembre de 1993. Abbas ha publicat una memòria, A través de canals secrets: El camí a Oslo (1995).
El 1996 va accedir a la Secretaria General del Comitè Executiu de l'OAP. En març de 2003 és anomenat Primer Ministre però dimiteix a l'octubre del mateix any per discrepàncies amb les faccions radicals i amb Iàssir Arafat.
Mahmud Abbas ha estat el primer representant de l'Organització per a l'Alliberament de Palestina en visitar l'Aràbia Saudita, el gener de 1993, després que les relacions amb els països del Golf es deterioressin pel suport de l'OAP a Iraq durant la Guerra del Golf. El 13 de desembre del mateix any, Abbas fou el signant de l'OAP en l'acord de pau amb Israel. Pel que fa a aquest període en va publicar un llibre de memòries: Per la via secreta: El camí d'Oslo (1995).
Abbas va néixer a Safed durant el Mandat Britànic de Palestina. La seva família va emigrar a Síria durant la Guerra Àrab-Israeliana de 1948. Va estudiar la carrera de dret a Egipte, i va cursar estudis de postgrau en la Universitat Patrice Lumumba de Moscou on va assolir l'equivalent a un doctorat en filosofia amb la dissertació "L'Altre Costat: La relació secreta entre el nazisme i el lideratge del moviment sionista".
Està casat amb Amina Abbas amb qui té tres fills, entre ells Yasser Abbas que va rebre aquest nom en honor del líder de l'Autoritat Nacional Palestina Yasser Arafat.

## Carrera política

### Primer ministre

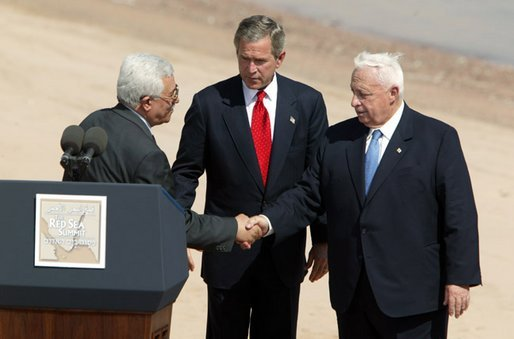
Abbas amb els aleshores president dels Estats Units George W. Bush i primer ministre d'Israel Ariel Xaron a la Cimera del Mar Roig a Àqaba (Jordània) el 4 de juny del 2003.

A principis de 2003, tant Israel com els Estats Units havien manifestat la seva negativa a negociar amb Iàssir Arafat. Aleshores Abbas va començar a sobresortir com a candidat amb un lideratge visible. En ésser un dels pocs membres fundadors de Fatah que encara quedaven, va assolir un cert grau de credibilitat per a la causa palestina. La seva candidatura també va rebre suport pel fet que a altres líders palestins no se’ls podia escollir (el més notable, Marwan Barghouti, estava detingut en una presó israeliana condemnat la mort de civils israelians). La reputació d'home pragmàtic que tenia Abbas li va atorgar el favor de les potències occidentals i d'alguns membres de parlament palestí.El 19 de març de 2003, en un context de gran pressió internacional, Arafat va nomenar a Abbas com a primer ministre de l'Autoritat Nacional Palestina. Segons Gilbert Achcar, van ser els Estats Units els que van imposar a Abbas sobre Arafat, el líder palestí elegit democràticament, encara que la majoria dels palestins pensava que Abbas era un col·laborador amb l'ocupació israeliana.
El mandat d'Abbas com a primer ministre es va caracteritzar per nombrosos conflictes entre ell i Arafat, principalment a causa de la distribució del poder entre els dos. Abbas havia insinuat sovint que dimitiria si no obtenia un control més gran de l'administració. A principis de setembre del 2003 es va enfrontar amb el Parlament palestí per aquest motiu. A més, Abbas va entrar en conflicte amb grups militant palestins, sobretot amb la jihad Islàmica i Hamàs, perquè les seves polítiques pragmàtiques xocaven amb llur enfocament de línia dura. No obstant això, va deixar clar que es veia obligat a abandonar, de moment, les armes contra els civils israelians dins la línia verda per la seva ineficàcia.
Inicialment es va comprometre a no utilitzar la força contra els militants, per tal d'evitar una guerra civil, i en lloc seu intentar negociar. Va obtenir un èxit parcial, que va resultar en un compromís dels dos grups per respectar un alto-el-foc unilateral palestí. Amb tot, la violència continuada i els “assassinats selectius” de reconeguts líders per part d'Israel forçaren Abbas a prometre que posaria de part seva per fer complir la part que del Full de ruta per la pau corresponia a l'Autoritat Nacional Palestina. Això dugué a una pugna amb Arafat pel control de les forces de seguretat palestines; Abbas va dimitir com a primer ministre l'octubre del 2003, al·legant falta de suport d'Israel i Estats Units, i denunciant una “incitació interna" contra el seu govern.

### Elecció presidencial del 2005
Després de la mort de Iàsser Arafat, Mahmud Abbas va ser vist com el seu successor natural i el 25 de novembre de 2004, El Consell Revolucionari de Fatah va donar suport a la candidatura d'Abbas a la presidència de l'ANP a Palestina per les eleccions del 9 de gener de 2005.
El 14 de desembre Abbas feu una crida a posar fi a la violència en la Segona Intifada i retornar a la resistència pacífica. En declaracions al diari Asharq al-Awsat (àrab الشرق الاوسط) va dir que “l'ús de les armes ha estat perjudicial i s'hauria d'acabar”. De totes maneres, es va negar a desarmar les milícies palestines i utilitzar les forces de seguretat contra grups que Israel, Estats Units i la Unió Europea consideren organitzacions terroristes.
Amb les forces israelianes arrestant i restringint el moviment d'altres candidats, el boicot de Hamàs a les eleccions, i obtenint el 94% de cobertura durant la campanya electoral a la televisió, l'elecció d'Abbas estava virtualment assegurada. i el 9 de gener de 2005 Abbas fou elegit President de l'Autoritat Nacional Palestina. En el seu discurs, es va dirigir a una multitud de simpatitzants dient-los: Ofereixo aquesta victòria a l'esperit de Iàssir Arafat, i al nostre poble, als nostres màrtirs i a 11.0000 presoners. També va fer una crida als grups palestins perquè posessin fi a l'ús de les armes contra els israelians.

### President de l'Autoritat Nacional Palestina
Tot i que Abbas havia apel·lat a una resolució pacífica del conflicte, els atacs de milicians palestins i de l'exèrcit israelià van continuar després de la seva elecció, suposant un desafiament directe a la seva autoritat. El 4 de gener, un tanc israelià va disparar contra un camp de maduixes on treballaven diverses famílies palestines, matant a set nens prop de Beit Lahia. Abbas va denunciar aquest atac com una "massacre sagnant" i va demanar la intervenció internacional. El 12 de gener de 2005, el Gihad Islàmic palestí va dur a terme un atac a Gaza que va matar un soldat israelià i va ferir a altres tres. L'endemà, 13 de gener, un tanc israelià va matar dos palestins en el campament de Bureij, un d'ells un nen de 9 anys. Aquell mateix dia, un atac coordinat de les Brigades dels Màrtirs d'Al-Aqsa, Hamàs i els Comitès de Resistència Popular van matar sis israelians al Pas de Karni. Després d'aquest atac, Israel va tancar aquest pas fronterer gazatí i va trencar relacions amb Abbas i amb l'Autoritat Nacional Palestina, declarant que Abbas hauria de mostrar de la seva voluntat de pau aturant els atacs. El 15 de gener, Abbas va jurar el càrrec de president de l'Autoritat Nacional Palestina en una cerimònia celebrada a Ramal·lah, substituint a Rawhi Fattouh, que ocupava el càrrec de manera interina després de la mort de Iàsser Arafat. En el seu discurs d'investidura, Abbas va declarar davant una multitud que entonava crits d'"un milió de shahids (màrtirs)": "Dedico aquesta victòria a l'ànima de Yaser Arafat i la dedico al nostre poble, als nostres màrtirs i als 11.000 presoners". També va tornar a demanar als diferents grups palestins que cessessin en l'ús de les armes contra objectius israelians, encara que va qualificar la Segona Intifada de moviment legítim.
El 8 de febrer de 2005, Abbas i el primer ministre israelià Ariel Xaron es van reunir en la cimera de Xarm el-Xeikh (la cimera palestino-israelià a més alt nivell des del començament de l'alçament palestí) i van declarar al final de la segona Intifada, reafirmant el seu compromís amb el Full de Ruta per a la Pau. Xaron també es va comprometre a alliberar 900 presos palestins dels 7.500 que Israel seguia mantenint en les seves presons, així com la retirada de l'exèrcit israelià de les principals ciutats palestines de Cisjordània d'acord amb els compromisos adquirits en els Acords d'Oslo.

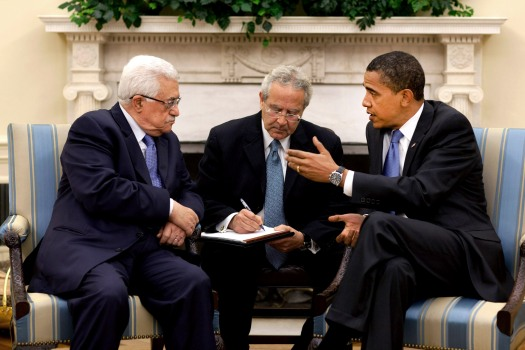
Mahmoud Abbas amb Barack Obama en la Casa Blanca (2009)

El 9 d'agost d'aquell mateix any, pressionat per un George W. Bush compromès a promoure la democràcia a l'Orient Pròxim després del caos posterior a la invasió nord-americana de l'Iraq, Abbas va anunciar que les eleccions parlamentàries que s'haurien hagut de convocar el 15 de juliol serien finalment el gener de 2006. El 20 d'agost va concretar la data d'aquestes eleccions: les primeres eleccions des de 1996 se celebrarien el 25 de gener. Es van fer canvis en el sistema electoral per afavorir a les candidatures de Fatah, el partit d'Abbas. Hamàs, encara que va mostrar la seva oposició a aquests canvis, va decidir finalment presentar-se a les eleccions centrant el seu discurs en la corrupció, el nepotisme, el caos i els suborns característics dels últims anys de govern de Fatah. El 15 de gener del 2006, Abbas va declarar que no canviaria la data de les eleccions tot i els disturbis que estaven tenint lloc a la franja de Gaza, sempre que Israel permetés als palestins de Jerusalem Est votar en aquestes eleccions. Les grans potències occidentals esperaven que una victòria àmplia de Fatah i Abbas enfortissin i legitimessin a aquest últim per reprendre el procés de pau amb Israel. Les eleccions es van celebrar en la data prevista i van resultar en una aclaparadora victòria de Hamàs. Els palestins ràpidament van comparar a Abbas amb Chadli Bendjedid, el president algerià que va convocar eleccions el 1991 esperant guanyar-les fàcilment, les va perdre davant partits islamistes i va ser destituit per un cop d'estat militar que va donar començament a la sagnant guerra civil algeriana.
El 16 de gener de 2006, quan ja es veia venir el desastre electoral de Fatah i un possible govern de Hamàs en solitari, Abbas va anunciar que no es presentaria a la reelecció un cop acabés el seu mandat. No obstant això, malgrat el clar resultat de les eleccions, les potències occidentals es van oposar a un govern de Hamàs en solitari i van començar a imposar sancions i boicots als palestins, el que va derivar en conflictes polítics i militars entre Hamàs i Fatah, en la divisió del país en dues regions separades i aïllades (la Franja de Gaza i Cisjordània-Jerusalem Est) i en la impossibilitat de realitzar noves eleccions. En paraules de l'historiador anglès Ian Black, "la paraula boicot es va convertir en un símbol de la hipocresia dels governs occidentals, que cridaven a la democràcia (encara que recolzaven als seus dictadors àrabs favorits i els venien armes sofisticades) però ignoraven els seus resultats". Mahmud Abbàs va advertir a l'organització Hamàs el 8 d'octubre de 2006 que convocaria noves eleccions legislatives si Hamàs no acceptava un govern de coalició que reconegués a Israel. Abbas va romandre com a President després que expirés el seu mandat el 15 de gener de 2009, primer anunciant que allargaria la seva estada en el càrrec un any més, fent la seva pròpia interpretació de la Llei Bàsica i de la Llei Electoral per poder fer coincidir les següents eleccions presidencials i parlamentàries. Hamàs va assenyalar la Constitució de Palestina per denunciar la invalidesa d'aquesta mesura, declarant que el mandat d'Abbas havia expirat i que, per tant, el portaveu de Consell Legislatiu Palestí, Abdel Aziz Dweik, era el President palestí en funcions.

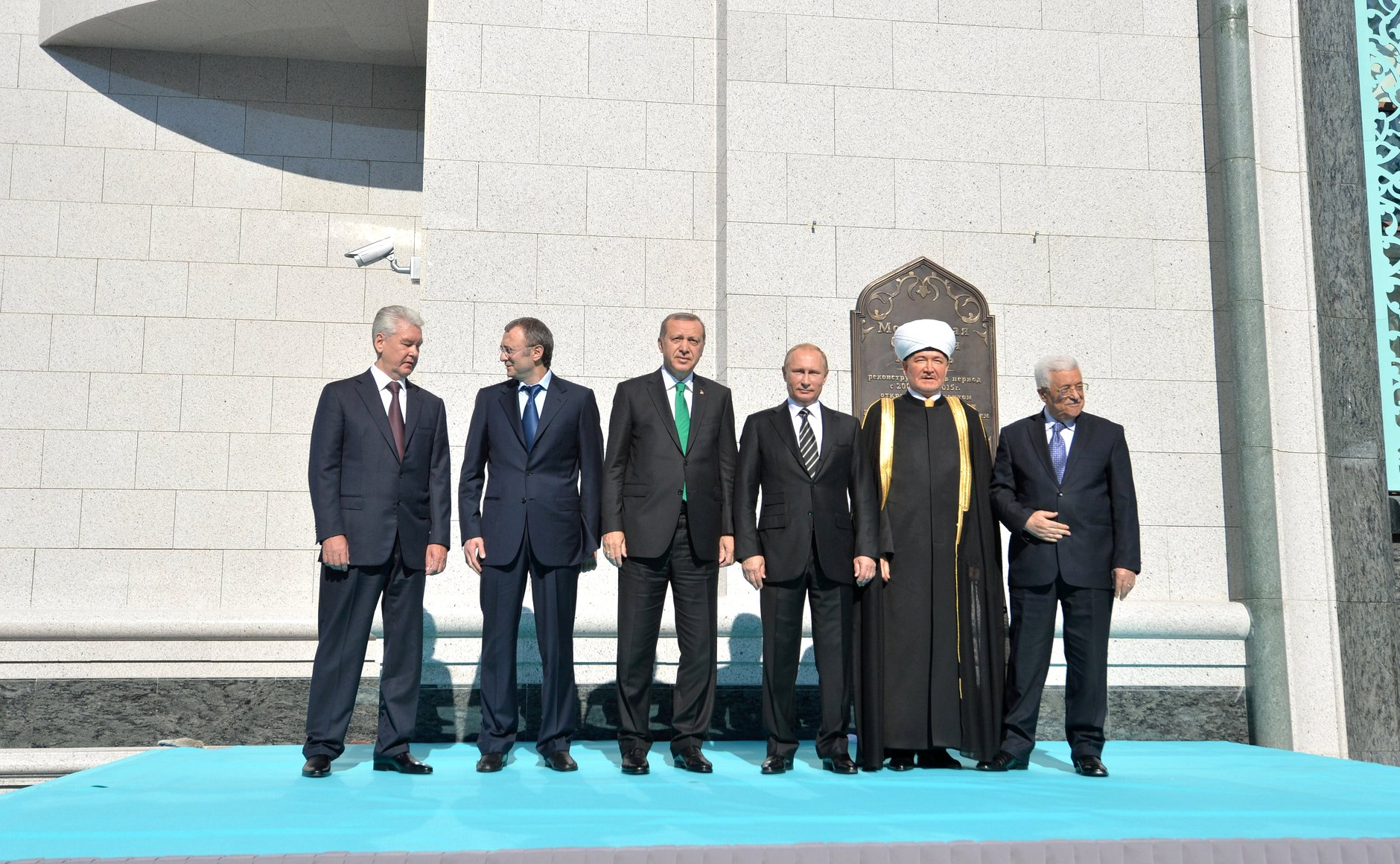
Mahmoud Abbas amb Vladimir Putin i Recep Tayyip Erdogan en la inauguració de la Gran Mesquita de Moscou (2015).

El 16 de desembre de 2009, la cúpula del Consell Central Palestí va anunciar l'extensió indefinida del mandat de Mahmud Abbas com a president. Des de llavors, Abbas va continuar exercint com a president palestí a Cisjordània i Jerusalem Est fins que, l'abril de 2014, Hamàs va retirar les seves objeccions per tal d'aconseguir la unitat de la causa palestina mitjançant la creació d'un govern d'unitat amb Fatah.
El maig de 2011 va signar un acord de pacificació amb les 11 faccions palestines, entre les quals es trobaven Fatah i Hamàs, amb la qual cosa posava fi al llarg període d'enfrontaments fratricides. Segons aquest acord, s'instauraria un govern provisional i es convocarien eleccions en menys d'un any. Però les últimes eleccions van ser el 2006. Mahmud Abbàs es va comprometre diverses vegades entre 2006 i 2020 a anunciar eleccions però no ho va fer.

### Com a President de Palestina
El gener del 2013, l'Autoritat Nacional Palestina passa a denominar-se Estat de Palestina, havent estat uns mesos enrere, el novembre de 2012, acceptat com a membre observador de l'ONU. A aquesta data encara no s'havien realitzat eleccions presidencials al país, i persistia una difícil situació política amb el conflicte entre Hamas i Fatah. El 2 de juny de 2014, va encarregar al primer ministre Rami Hamdal·la la formació d'un govern d'unitat després dels acords adoptats entre les dues faccions polítiques, havent de fer front a durs reptes com la consecució de la pau amb Israel i la fi de l'ocupació, les reclamacions posteriors a l'hipotètic acord de pau, la realització d'eleccions presidencials i legislatives i la consolidació d'un Estat fort i sòlid. L'agost de 2015, Mahmud Abbas va presentar la seva dimissió com a líder del Comitè Executiu de l'Organització per a l'Alliberament de Palestina (OAP) i va convocar eleccions internes.